# Seseli transcaucasica
Seseli transcaucasica är en flockblommig växtart som först beskrevs av Boris Konstantinovich Schischkin, och fick sitt nu gällande namn av Minosuke Hiroe. Seseli transcaucasica ingår i släktet säfferötter, och familjen flockblommiga växter. Inga underarter finns listade i Catalogue of Life.